# Liste von Sportstätten für Basketball im Irak
Diese Liste ist eine Aufstellung von Sportstätten für Basketball im Irak, unabhängig davon ob sie regelmäßig durch ein Basketballteam oder einmalig durch Basketballveranstaltungen genutzt wurden.

## Sportstätten
| Bild (außen) | Sportstätte                                  | Ort    | Kapazität | Team(s)/Wettbewerbe | Bild (innen) | Ref.  |
| ------------ | -------------------------------------------- | ------ | --------- | ------------------- | ------------ | ----- |
|              | Bagdad Gymnasium (Sportkomplex Le Corbusier) | Bagdad | 3.000     |                     |              | [ 1 ] |

Die Tabelle erhebt keinen Anspruch auf Vollständigkeit.